# Celda de San Martín
La Celda de San Martín es la denominación de una

celda ubicada en el Convento de Santo Domingo en la ciudad de San Juan, Argentina, donde se alojó el General Argentino José de San Martín en 1815, tras su visita a la nombrada ciudad.
El convento de Santo Domingo aun existe, aunque fue mayormente destruido en el terremoto de 1944, curiosamente, la celda de San Martín no se vio comprometida en su estructura y aun se halla en pie conservando el mobiliario existente al momento de la visita. Su ubicación de acuerdo con la cartografía actual la ubica en calle Laprida 57 oeste.
El 9 de julio de 1815, el general José de San Martín se hallaba asentado en la Ciudad de Mendoza desempeñándose como gobernador de la Provincia de Cuyo. Entró a la ciudad de San Juan por la actual calle Mendoza, en ese entonces calle Real de las carretas, y se alojó en una de las celdas del convento de Santo Domingo. En esa celda donde se desarrolló una reunión con su teniente gobernador José Ignacio de la Roza, con el fray Santa María de Oro y con un joven Francisco Narciso de Laprida, y los dirigentes dieron el total apoyo de los sanjuaninos a sus planes de liberación del Chile y el Alto Perú.
Los historiadores sostienen que de esas conversaciones de los sanjuaninos se gestó otro hecho de gran peso histórico: un año después, el 9 de julio de 1816, Francisco Narciso de Laprida y el fray Santa María de Oro respondieron a un pedido especial de San Martín en el Congreso de Tucumán para que apuraran la declaración de la independencia del reino de España, la cual se logró durante la presidencia de Laprida en el Congreso de Tucumán. Santa María de Oro hizo una férrea defensa del sistema republicano de gobierno.
Luego de esta visita a la ciudad partió hacia la Cordillera de los Andes buscando los pasos más adecuados para el Ejército de los Andes en su campaña para invadir Chile y liberarla del dominio español.
Actualmente es Museo Histórico de la Argentina. Se puede visitar los días hábiles gratuitamente y se organizan visitas en distintos idiomas.
Cuenta con una modesta biblioteca de obras sanjuaninas, importante por la dificultad de hallar los ejemplares consignados en otra biblioteca.
En 2007 la Comisión Nacional de Monumentos y Lugares Históricos quitó de la celda todos los elementos que no hubieren estado presentes durante la visita de San Martín en 1815 y realizó un nuevo guion museológico para los visitantes. Esto detonó un conflicto con la Asociación Sanmartiniana que retiró todos los objetos históricos que exponía en la celda, que fueron trasladados al Regimiento de Infantería de Montaña n° 22, ubicado en la provincia de San Juan.